# خوان ياغوي
خوان ياغوي بلانكو (بالإسبانية: Juan Yagüe) (سان ليوناردو، 9 نوفمبر 1891 - بورغوس 21 أكتوبر 1952) هو عسكري إسباني، اشتهر بانتمائه إلى الإفريقيين. كان جزءًا من الفيلق الإسباني خلال حروب الريف وخلال انتفاضة أستورياس في 1934، وتولى قيادة القوات الأفريقية التي أرسلت لقمع العمال المتمردين. انضم إلى الفلانخي الإسبانية التي يتزعمها صديقه خوسيه أنطونيو بريمو دي ريفيرا. وقد لعب دورًا مهمًا خلال انقلاب يوليو 1936 والحرب الأهلية التي تلتها، حيث قاد أولاً الرتل الذي احتل إكستريمادورا وأصبح بعدها قائدًا لفيلق الجيش المغربي خلال معركة إبرو، كما اعتبر مسؤولًا عن مذبحة باداخوز التي نفذتها قواته بعد الاستيلاء على المدينة، ولقب بعدها بجزار باداخوز.
وبعد انتهاء الحرب عينه فرانكو وزيرا للطيران وقائد عام المنطقة العسكرية السادسة في بورغوس. وحافظ خلال سنوات الحرب العالمية الثانية على علاقاته الطيبة مع القائد النازي هيرمان غورينغ.

## السيرة الذاتية

### البداية العسكرية
ولد خوان ياغوي في بلدة سان ليوناردو في مقاطعة سوريا في 9 نوفمبر 1891. وهو ابن خوان ياغوي رودريغو طبيب من أوسيرو (سوريا) وماكسيميانا بلانكو سالاس وهي من مواليد بلدة سالاس دي لوس إنفانتس في بورغوس.
في أغسطس 1907 دخل أكاديمية توليدو للمشاة. في عام 1912 تمت ترقيته إلى ملازم أول بعد أربع سنوات من التعيين في بورغوس، ولكنه لم يبدأ في الخدمة في كتيبة المشاة «سافوي» في تطوان إلى في مارس 1914. ساهم في حروب الريف عندما كان في الفيلق الإسباني. هناك اشتهر بلقب الضابط الأفريقاني، ومعه ضباط آخرين أمثال فاريلا وميلان أستراي وسانخورخو وغوديد وفرانكو.
وبعد إعلان الجمهورية الثانية انضم إلى الفلانخي الإسبانية. حقيقة لم يبد ياغوي تعاطفًا كبيرًا مع النظام الجديد، مع الأخذ في الاعتبار أن الجمهورية أحبطت مهنته العسكرية. وفي أكتوبر 1934 تم إرساله إلى أستورياس تحت قيادة القوات الأفريقية في مهمة قمع العمال وعمال المناجم الأستوريين التي تمردوا على الحكومة، تحت قيادة رئيس الأركان العامة فرانسيسكو فرانكو. بمجرد انتشار القوات في أستورياس، وتميز ياغوي باستخدام العنف في قمع العمال المتمردين. عندما توصل الجنرال إدواردو لوبيز أوتشوا إلى اتفاق مع العمال، غضب ياغوي وتهجم على لوبيز أوتشوا في مناقشة ساخنة متهما إياه بأنه متواطئ من المتمردين.
كان ياغوي صديق خوسيه أنطونيو بريمو دي ريفيرا وعضوًا في الفالانخي، وكانت أفعاله السياسية تتقلب دائمًا بين تلك الأيديولوجية وولائه لفرانكو. في لحظات حساسة مثل توحيد الفالانخي مع الكارلية سنة 1937، مما ولدت بعض الصراعات، فاختار دائمًا الأخير.

### المؤامرة العسكرية
بعد انتخابات فبراير 1936 أصبح ياغوي جزءًا من مؤامرة عسكرية للإطاحة بحكومة الجبهة الشعبية. وكان في ذلك الوقت قائدا في الفيلق برتبة مقدم ومتمركز في سبتة.
في منتصف يوليو وخلال المناورات العسكرية قام بها الجيش الأفريقي في لانو أماريلو، وفي مأدبة ما بعد العرض عقد ياغوي اجتماعًا مع الضباط المتورطين في المؤامرة الانقلابية. كان ياجوي مسؤولاً عن الانتفاضة العسكرية في سبتة. وفي الساعة 23:00 من مساء 17 يوليو، بعد بدء انتفاضة غير متوقعة في مليلية سيطر على سبتة بسرعة وسهولة وبدون إطلاق طلقة واحدة. بمجرد انتصار التمرد في جميع أنحاء المغرب الإسباني، أصبح خوان ياغوي على رأس قيادة الفيلق. وهنا كانت بداية الحرب الأهلية الإسبانية.

## الحرب الأهلية

### حملة إكستريمادورا
في بداية أغسطس 1936 كان ياغوي قد عبر بالفعل مضيق جبل طارق وأصبح في اليابسة الإسبانية. وفي إشبيلية قام المتمردون بتنظيم رتل وضع تحت يد ياغوي، فأصبح من القوة الأساسية الجيش الأفريقي. فانطلق فورا نحو الشمال مستهدفا مدريد. سرعان ماأوجد عنف تلك القوات ومعها القوة المغربية رعبا في إكستريمادورا، مما تسبب في فرار الآلاف من اللاجئين. ففي ألمندراليخو على سبيل المثال قُتل حوالي ألف مدني. ثم وصل ياغوي إلى ماردة يوم 10 أغسطس فحاصرها بعد أن تقدم لمسافة ثلاثمائة كيلومتر في أقل من سبعة أيام. كان هذا انتصارًا كبيرًا، على افتراض التحام تلك القوات القادمة من الجنوب مع قوات إميليو مولا في الشمال. إلا أن باداخوز ظلت معزولة ورائهم، ولا تزال تقاوم بمن معها من المتمردين.
عاد ياغوي ومعه ثلاثة آلاف جندي من رتله إلى العاصمة باداخوز، حيث فيها ثلاثة آلاف جندي جمهوري وكثير منهم من رجال الميليشيات. كانت معركة باداخوز واحدة من أكثر المعارك دموية في الحملة. ففي 14 أغسطس 1936 هاجم الفيلق أطراف المدينة، وتمكن رجالها من صده في البداية بمدافعهم الرشاشة، مما تسبب في العديد من الضحايا بين القوات المهاجمة. ولكن الهجوم الثاني تمكن من دخول المدينة. استمرت المعركة حتى حلول الليل، حيث تكبد كلا الطرفين خسائر هائلة. وبعد ذلك أطلق العنان لقوات الجيش الأفريقي بالقمع الدموي. وتحدثت بعض المصادر عن إعدام مابين ألفين وأربعة آلاف مدني. وتم الكشف عن حجم المجزرة بنسب أكبر، كما جاء في رد ياغوي للصحفي جون ت. ويتاكر من صحيفة نيويورك هيرالد تريبيون عندما سئله عما حصل:
وكان الصحفي البرتغالي ماريو نيفيس آخر الصحفيين القلائل الذين تحدثوا مع ياغوي، الذي أقر بالإعدامات التي كانت تجري. وأشار المؤرخ هيو توماس إلى أن ياغوي لم يفعل شيئًا لتجنب عمليات الإعدام. وقد تسببت مذبحة باداخوز بفضيحة دولية وأطلق عليه لقب جزار باداخوز.

### المسير نحو مدريد
بعد ترقيته إلى رتبة عقيد واصل ياغوي تقدمه نحو مدريد ومحاذيا لنهر تاجة. وفي 2 سبتمبر وصلت قواته إلى ضواحي طلبيرة فاقتحموها في اليوم التالي وحققوا انتصارًا مهمًا. ومرة ثانية ارتكبت قواته مذبحة أخرى بحق سكانها المدنيين. ثم تقدم بعدها نحو العاصمة، إلا أنه تباطأ كثيرًا مقارنة بالأسابيع السابقة بسبب شراسة مقاومة الجمهوريون أمامه. في 21 سبتمبر غزا جيش إفريقيا بلدة مكادة، حيث ينشطر الطريق السريع إلى قسمين: يتوجه أحدهما نحو مدريد والآخر انحرف نحو طليطلة، حيث يوجد مجموعة من المتمردين بقيادة العقيد خوسيه موسكاردو محاصرين في قصر طليطلة. فتدخل فرانكو في قيادة العمليات وقرر الانحراف نحو طليطلة لإنقاذ المحاصرين، مما أثار استياء بعض أصحابه الضباط الكبار. حيث حذره ياغوي وضباط آخرين من خطأ هذا التغيير في المسير. فاستبدل العقيد خوان ياغوي ووضع مكانه الجنرال فاريلا الذي واصل التقدم نحو مدريد. واستمر ذلك حتى تم تعيين ياغوي في نوفمبر 1937 لقيادة كتيبة المغاربة الجديد.

### قيادة كتيبة المغاربة
وفي ديسمبر هاجمت القوات الجمهورية مدينة طرويل واحتلتها بشكل مفاجئ. فانتقل ياغوي مع فواته المغربية بسرعة إلى المنطقة لصد الهجوم الجمهوري. على الرغم من فشلهم في منع سقوط المدينة أوائل سنة 1938، إلا أن كتيبة المغاربة نجحت في إلحاق هزيمة كبيرة بالجيش الجمهوري في معركة ألفامبرا، مما أضعف من دفاعات. استمر القتال حتى فبراير 1938، حيث تمكن الجيش الفرانكوي من استعادة السيطرة على طرويل.
وبعدها بأسابيع، أي في 7 مارس 1938 بدأت القوات الفرانكوية هجومًا جديدًا على جبهة أراغون. وبعد كسر الجبهة في عدة نقاط مختلفة على مدى مئات الكيلومترات، شنت كتيبة المغاربة هجومها على المنطقة جنوب نهر إيبرو، فقضت على كل مقاومة من الجيش الجمهوري. فتناثر الجمهوريون وأصبح انسحابهم فوضوي. ساعد تقدم الثوار الدعم الجوي السريع من فيلق الكندور. وفي 16 مارس حاصرت فرق ياغوي بلدة كاسبي وفي اليوم التالي تمكنوا من الاستيلاء عليها بعد معركة صعبة ضد الألوية الدولية. وبعد أكثر من أسبوع تقدمت كتيبة المغاربة لمسافة 110 كيلومتر. وبعد استراحة قصيرة لإعادة تنظيم قواته، استأنف ياغوي تقدمه ودخل كاتالونيا في 25 مارس. ثم تقدم مغاربة ياغوي نحو لاردة. لكن هذه المرة واجهوا مقاومة شرسة من الفرقة 46 للجيش الجمهوري بقيادة «El Campesino» أو الفلاح، واستمر القتال لمدة أسبوع قبل اكتساحه المنطقة الحضرية بأكملها. وفي 15 أبريل انشطرت المنطقة الجمهورية إلى قسمين مع دخول القوميين لفيناروس ووصولهم البحر. وأضحت حالة الوحدات الجمهورية بعد معاركها في أراغون سيئة، مما سمح لقوات فرانكو بغزو كاتالونيا دون جهد كبير. إلا أن فرانكو قرر التوقف على طول نهري سغري وإبرو، والتقدم نحو بلنسية عبر سلسلة ماسترات، ضد نصيحة جنرالاته. فانتقد ياغوي هذا القرار بقوة، فعوقب بتعليق مؤقت للقيادة.

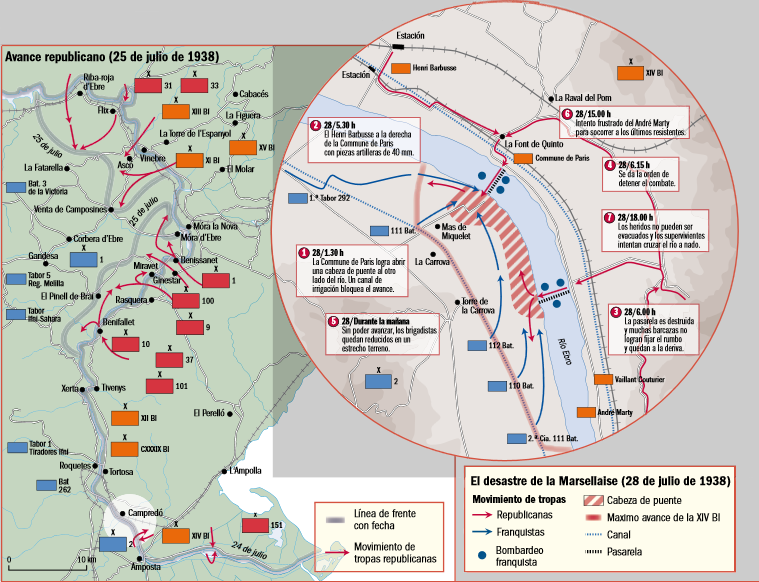
خريطة الهجوم الجمهوري في إيبرو (25 يوليو 1938).

تقع كتيبة المغاربة على طول الضفة الجنوبية لنهر إبرو، ويحمون شاطئه، ظل الوضع هادئا لعدة أشهر. ولكن في الساعة الثانية عشرة والربع من ليلة 25 يوليو عبر الجمهوريون النهر بأعداد كبيرة، وهاجموا جبهة تمتد من ميكينينثا إلى أمبوستا. هذا الهجوم فاجأ الجبهة المدافعة، مما سمح للقوات الجمهورية باختراق كبير. تم إبلاغ ياغوي حوالي 2:30 عندما تعرضت جميع مواقعه الدفاعية لهجوم معادي. بعد ابتلاع صدمة الهجوم بدأت وحدات كتيبة المغاربة في تحصين وتنظيم الدفاع حول نقطتين محصنتين: جانديسا وفيالبا دي لوس أركوس. كانت مهارات ياغوي كمنظم واضحة في ذلك الحين. وفي الوقت نفسه، بدأ فرانكو في إرسال تعزيزات تدفقت نحو جبهة إبرو، مما مكن قوات ياغوي من احتواء الهجوم الجمهوري. لكنهم احتاجوا أسابيع ليتمكنوا من طرد وحدات جيش إبرو، حيث كانوا يتقدمون كيلومترات قليلة مقابل سقوط أعداد كبيرة من رجالهم. ومابين أغسطس وأكتوبر تم شن العديد من الهجمات المضادة ضد مواقع الجمهوريين، ولكن مع تحقيق تقدم بسيط. ومع ذلك ففي أوائل نوفمبر، بدأت الدفاعات الجمهورية بالانهيار، فازدادت هجمات ياغوي. وفي 3 نوفمبر وصل المغاربة إلى نهر إيبرو معجلين بانسحاب الجمهوريين. وماأن حل 16 نوفمبر حتى عبرت آخر قوات الجيش الشعبي النهر منهيةً معركة إبرو.
ثم بدأ بعد ذلك الهجوم على كاتالونيا يوم 3 يناير 1939، حيث عبرت كتيبة المغاربة نهر إيبرو وبدأت في التقدم نحو طراغونة، التي سقطت في 14 يناير. واستمر ياغوي بالتقدم على طول الساحل وفي صباح 26 يناير، دخل برشلونة وبالكاد واجه مقاومة في طريقه. من ظهر اليوم بدأ احتلال المركز الحضري، ولاقى ترحيبًا حارًا من أنصار فرانكو في برشلونة.

## دكتاتورية فرانكو

### وزير الطيران

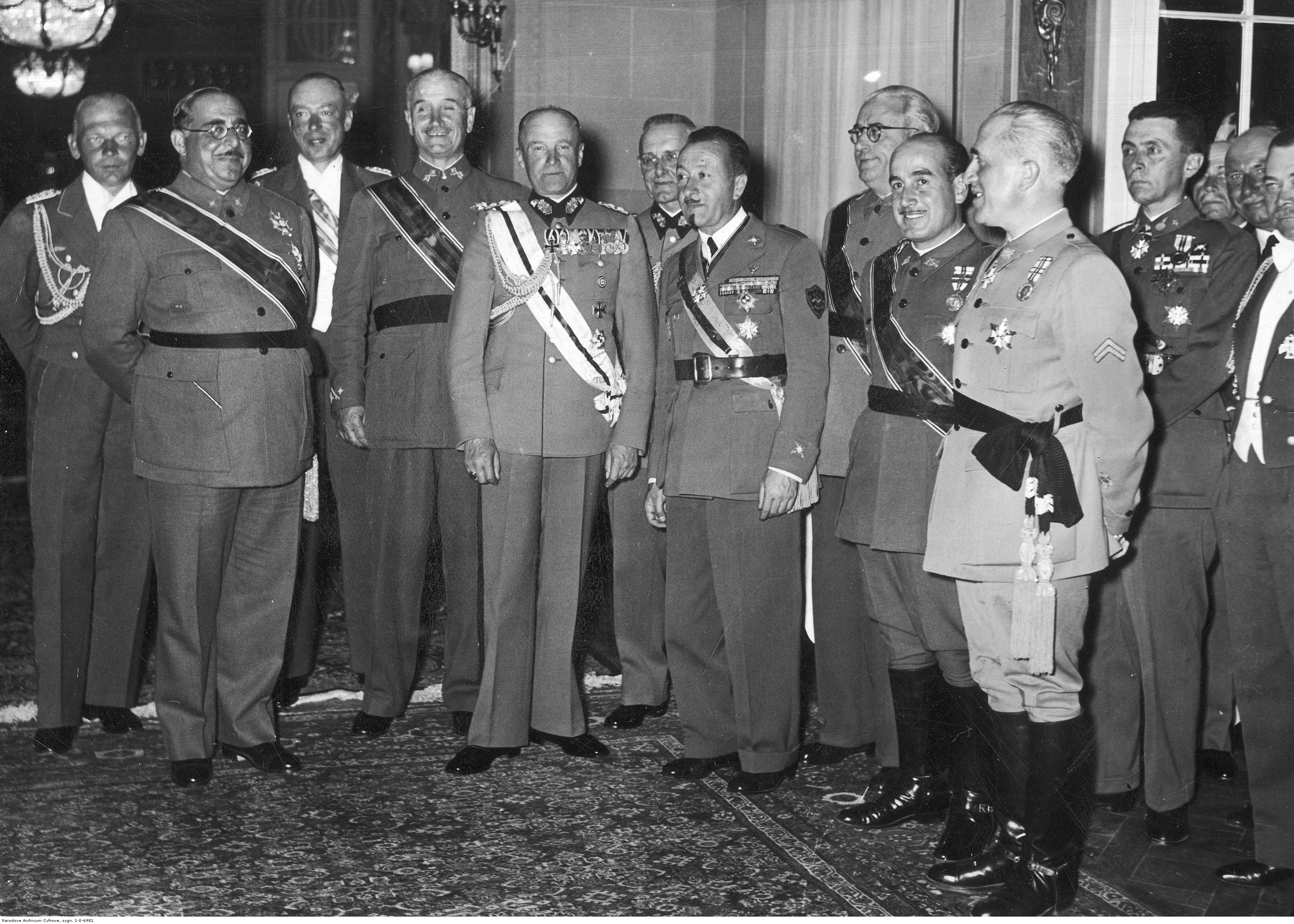
خوان ياغوي ومعه جنود إسبان في برلين (1939)..

بعد انتهاء الحرب تمت ترقيته إلى لواء، وفي مايو 1939 قام برحلة إلى ألمانيا النازية مرافقا عودة فيلق الكندور. وخلال وجوده في ألمانيا، اطلع ياغوي بانجذاب على المؤسسات والمنظمات النازية. واعجب بشدة بالسياسة الاجتماعية النازية وبالجيش وخاصة لوفتفافه. قاده هذا إلى الحفاظ على الاتصالاته مع قائد لوفتفافه المارشال هيرمان غورينغ. أصبح ياغوي منظرا ألمانيًا نشطًا. وفي 9 أغسطس عينه فرانكو وزيرا للطيران.
من منصبه الجديد، حاول ياغوي إنشاء قوة جوية جديدة بمساعدة ألمانيا النازية وإيطاليا، وبنية قوية للمشاركة في الحرب العالمية المستقبلية لصالح المحور. أرسل ياغوي بالفعل عدة الضباط إلى مراكز التدريب في ألمانيا وإيطاليا، وتوخت خطته اقتناء 5000 طائرة للقوات الجوية، على غرار نموذج لوفتفافه الألمانية. كان للقوات الجوية الإسبانية في ذلك الوقت 14 أفواج وثلاث أسراب جوية، مؤلفة من 172 مقاتلة و 164 قاصفة من أنواع مختلفة، إلى جانب 82 طائرة إسناد و 75 طائرة استولى عليها الجمهوريون. إلا أن التقارير الصادرة عن هيئة الأركان العامة كشفت عن الحالة السيئة لتلك الطائرات، بالإضافة إلى نقص قطع الغيار والوقود. أخيرًا باءت المحاولة بالفشل نظرًا للوضع الرهيب الذي وجدت فيه الدولة نفسها واستحالة تنفيذ مثل هذا المشروع في ظل تلك الظروف.
وبتاريخ 27 يونيو 1940 عزله فرانكو من منصبه وحبسه في مسقط رأسه سان ليوناردو في مقاطعة سوريا. كانت الذريعة الرسمية هي إخبار سفير الولايات المتحدة بأن المملكة المتحدة هُزمت وتستحق. ولكن الحقيقة هي أن ياغوي أصبح أكثر وضوحًا في انتقاده لفرانكو ومعارضته لسياسته الانتقامية، فكان يعمل على إعادة تأهيل ضباط الطيران الجمهوريين، بل كان متورطًا في مؤامرة للإطاحة فرانكو، والتي اكتشفتها جهاز المخابرات. تم استبداله في منصبه الوزاري بالجنرال خوان فيجون.
وفي 1941 بدأ ياغوي في إدارة مستعمرة سجن سان ليوناردو، وهو مجمع للسجون تم إنشاؤه لإعادة بناء مسقط رأسه وتحسين بنيته التحتية. ومع ذلك بسبب عدم كفاءتها التنظيمية، انتهى الأمر بمديرية الأمن العام إلى تكليف ضابط السجن المسؤول عن حل المشاكل القائمة. وبعد زيارته للبلدة أرسل هذا المسؤول تقريرًا لرؤسائه ندد فيه بأن الجنرال تحدث «بكلام حساس» عن فرانكو وسيرانو سونير.

### مناصب جديدة

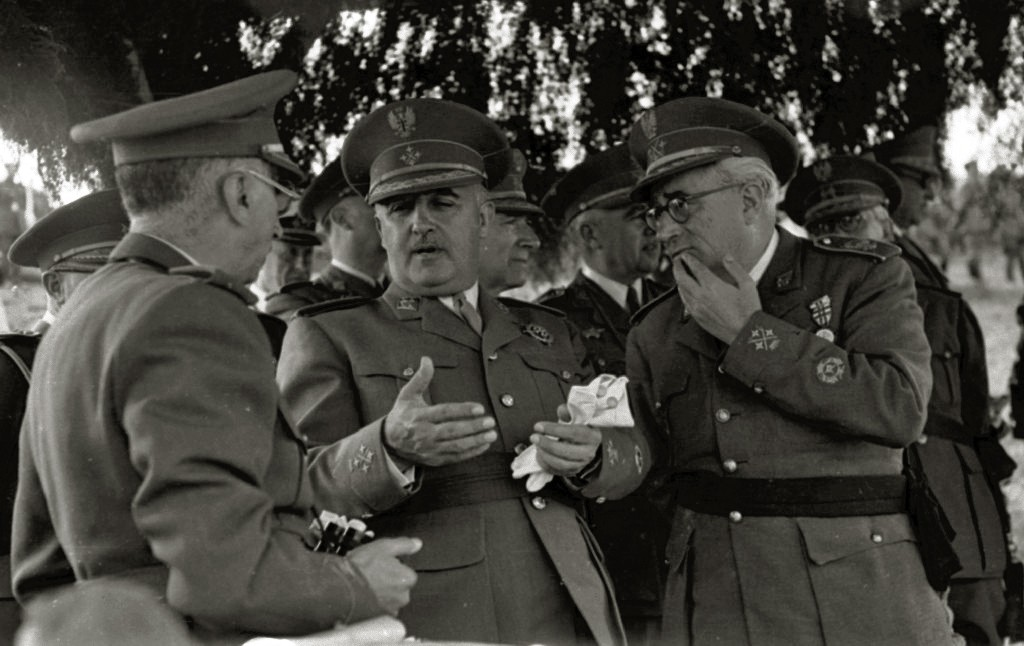
ياغوي (يمين) مع فرانكو في مناورات عسكرية (1946).

وفي 12 نوفمبر 1942 أعاد فرانكو تعيين ياغوي قائداً عسكريًا لمليلية ومندوبًا حكوميًا في تلك المنطقة. وذلك بعد أيام قليلة من وصول الحلفاء إلى المستعمرات الفرنسية في شمال إفريقيا. تمت ترقية ياغوي إلى رتبة فريق في يوليو 1943، وفي 10 أكتوبر تولى القيادة العامة للمنطقة العسكرية السادسة ومقرها بورغوس، وقيادة الجيش في نافارا. بصفته القائد العام لبورغوس، فقد طور عملًا اجتماعيًا مهمًا في المدينة، وهو بناء مدينة رياضية مدنية-عسكرية، وبناء حي إسكاني «خوان ياغوي» وأيضاً ما يسمى «مبني الجنرال ياغوي الصحي» أو مستشفى الجنرال ياغوي، الذي افتتح سنة 1960 الذي ظل نشطا حتى سنة 2012، عندما استبدل بمستشفى جامعة بورغوس الجديد.
على الرغم من تعيينه الجديد، إلا أن ياغوي ظل نشطًا في مؤامراته ضد فرانكو. وخلال هذه المرحلة، حافظ على مراسلات سرية مع خوان دي بوربون، حيث عبر ياغوي عن انزعاجه من فرانكو وطالب باستعادة الملكية، عن طريق استبدال فرانكو بمجلس ملكي برئاسة أغوستين مونيوث غراندس بحيث يمثل جميع القطاعات التي يجب أن تؤخذ في اعتبارها التواصل مع هتلر. ولكن فقد تغير مصير ألمانيا النازية بعد هزيمتها الكارثية في معركة ستالينجراد وخسارتها الحرب. وفي أكتوبر 1944 كقائد عام للمنطقة العسكرية السادسة، كان له دور ذو صلة في صد غزو وادي أران من قبل الجمهوريين الإسبان الذين قاتلوا في المقاومة الفرنسية خلال الحرب العالمية الثانية.
توفي خوان ياغوي بلانكو في بورغوس سنة 1952. ورقي بعد وفاته إلى رتبة الحاكم العام للجيش، ليحل محل الجنرال فاريلا الذي نالها أيضًا بعد وفاته. وفي سنة 1953، مُنح لقب ماركيز دي سان ليوناردو دي ياجوي العنوان بعد وفاته.

## اتهامه بجرائم ضد الإنسانية والاحتجاز غير القانوني
كان أحد الـ 35 من أصحاب المناصب العليا في نظام فرانكو التي اتهمتهم المحكمة الوطنية في الملخص الذي أصدره بالتاسار غارزون، لجرائم الاعتقال غير القانوني والجرائم ضد الإنسانية التي ارتكبت خلال الحرب الأهلية الإسبانية وفي السنوات الأولى من حكم النظام.

## حياته الخاصة
تزوج في 8 مايو 1926 من ماريا أوجينيا مارتينيز ديل كامبو، ولديه منها ستة أطفال. كانت زوجته ابنة إدواردو مارتينيز، وهو محام وسياسي أصبح وزيرًا للنعمة والعدالة. ورئيس المحكمة العليا.